# Romano Fogli
Pour les articles homonymes, voir Fogli.
Romano Fogli, né le 21 janvier 1938 à Santa Maria a Monte en Toscane et mort dans la même ville le 21 septembre 2021, est un joueur de football international italien, qui évoluait au poste de milieu de terrain, avant de devenir ensuite entraîneur.

## Biographie

### Carrière de joueur

#### Carrière en club
Avec le club de Bologne, il remporte un championnat d'Italie et une Coupe Mitropa.
Avec l'équipe du  Milan AC, il gagne une Coupe d'Europe des clubs champions et enfin une Coupe intercontinentale.
Il joue un total de 490 matchs dans les divisions professionnelles italiennes, inscrivant 15 buts. En Coupe d'Europe des clubs champions, son bilan est de 7 matchs disputés, pour aucun but marqué.

#### Carrière en sélection
Avec l'équipe d'Italie, il joue 13 matchs, sans inscrire de but, entre 1958 et 1967. 
Il joue son premier match en équipe nationale le 13 décembre 1958 contre la Tchécoslovaquie, et son dernier le 1er novembre 1967 contre l'équipe de Chypre.
Il figure dans le groupe des sélectionnés lors de la Coupe du monde de 1966. Lors du mondial organisé en Angleterre, il joue un match contre la Corée du Nord.

## Palmarès

### Palmarès de joueur
| Bologne - Championnat d'Italie (1) : - Champion : 1963-64. - Vice-champion : 1965-66. - Coupe Mitropa (1) : - Vainqueur : 1961. - Finaliste : 1962. |  | AC Milan - Championnat d'Italie : - Vice-champion : 1968-69. - Coupe des clubs champions (1) : - Vainqueur : 1968-69. - Coupe intercontinentale (1) : - Vainqueur : 1969. |

### Palmarès d'entraîneur
Reggiana
- Championnat d'Italie D3 (1) :
  - Champion : 1980-81.